# Základní škola a Mateřská škola Bílé Podolí, okres Kutná Hora
Základní škola a Mateřská škola Bílé Podolí, okres Kutná Hora je od 1. 1. 2003 oficiální název pro příspěvkovou organizaci, jejímž zřizovatelem je obec Bílé Podolí.

## Základní škola
Základní škola v Bílém Podolí je neúplná malotřídní škola s pěti ročníky.

### Historie
Pravděpodobně od roku 1781 byla v Bílém Podolí jednotřídní škola. Vyučovalo se v obecním domě č. p. 72, v tehdejší radnici. Třída byla umístěna v přízemí, v zadní místnosti byl byt pro učitele. Škola v Bílém Podolí byla zrušena pravděpodobně roku 1782 po vyhlášení Tolerančního patentu. V tomtéž roce byla postavena evangelická škola v Semtěši. Do této školy začali posílat své děti evangelíci z Bílého Podolí. Katolické děti byly posílány do školy ve Zbyslavi a následkem toho zřejmě zanikla škola v Bílém Podolí. Poslední učitelem byl František Trojan.

#### Nová škola v Bílém Podolí
V roce 1874 vyvstala nutnost zřídit novou školu. Po mnohých přípravách podalo obecní zastupitelstvo v Bílém Podolí dne 19. 4. 1874 žádost c. k. Okresní školní radě v Čáslavi o zřízení obecné školy. Žádost byla kladně vyřízena, obec vykoupila pozemek na postavení nové školy. Začalo se se stavbou za pomoci všech občanů. Dne 28. 8. 1896 došlo svolení k otevření nové školy v Bílém Podolí, 15. 9. se začalo vyučovat. Kolaudace byla 22. 10. 1896.

#### Ředitelé základní školy
- Bohuslav Kopáč
- Josef Slavík
- Josef Hozák
- František Klem 1938-1945
- Václav Bucek 1945-1964
- Theodor Černý 1964-1976
- Daniela Horká 1976-1983
- Alena Hudcová 1983-2004
- Jana Skalická 2004-2018
- Stanislava Šindelářová 2018 - [2]

### Současnost
Budova základní školy je situována ve středu městyse Bílé Podolí. V přízemí se nachází šatny, tělocvična a prostory školní družiny. V prvním patře jsou učebny, jídelna a zázemí učitelského sboru. Díky projektu EU PENÍZE ŠKOLÁM jsou třídy od roku 2011 vybaveny interaktivními tabulemi a žákovskými notebooky. V roce 2015 došlo k revitalizaci budovy - škola byla zateplena a získala novou fasádu. V rámci úprav byla také vybudována podkrovní místnost k volnočasovým aktivitám. Součástí budovy je prostorná zahrada s vybudovaným hřištěm a odpočinkovým respiriem, které je v teplých dnech využíváno jako venkovní učebna.
Základní škola má kapacitu 40 žáků. Pět ročníků je dle potřeb pro daný školní rok spojováno do dvou tříd. Žáci jsou díky spojeným ročníkům vedeni k samostatnosti již od útlého věku. Od prvního ročníku je součástí jejich vzdělávání anglický jazyk. 

### Školní družina
Součástí základní školy je školní družina, která se nachází v přízemí budovy školy. Školní družina má kapacitu 30 žáků. Žáci mají možnost využívat pestré nabídky kroužků a mimoškolních aktivit.

## Mateřská škola

### Historie
Mateřská škola byla otevřena 1.9.1976, budova vznikla adaptací kanceláří JZD. Původně zde byla 2 oddělení, zapsáno bylo vždy kolem 50 dětí (nejvíce v roce 1979 - 56 dětí). Součástí MŠ je i rozlehlá zahrada. Vnitřní i venkovní prostory byly postupně dovybavovány a upravovány. o pomoci se zapojilo mnoho rodičů i firem. MŠ má i svoji kuchyň, která zajišťuje obědy i pro základní školu. V roce 1991 klesl počet dětí na 26, takže bylo zavřeno jedno oddělení a od té doby je mateřská škola jednotřídní. Z nevyužitých prostor byl vybudován obecní úřad. V roce 2003 byla provedena rekonstrukce kuchyně. Byla zrušena kotelna a v MŠ se začalo topit plynem. V roce 2008 byla nově vybavena školní zahrada.

### Současnost
Kapacita MŠ je 24+2. V MŠ pracují dvě učitelky, které jsou plně kvalifikované.
MŠ pracuje podle vzdělávacího programu Hrajeme si celý rok, který je sestaven z deseti bloků:
- Kdo přišel do MŠ, co poznám
- Co přináší a dává podzim
- Když padá listí
- Těšíme se na Vánoce
- Zima vládne, zimní radovánky
- Objevujeme svět kolem nás
- Jak se probouzí jaro
- Víš, kde bydlí zvířatka
- Jaro plné barev
- Co už umím[4]